# 유쾌한 시사
소영선의 유쾌한 시사는 경기방송에서 평일 저녁 6시 30분부터 밤 8시까지 방송됐던 퇴근길 라디오 시사 프로그램이다.

## 진행자
- 소영선 (경기방송 PD)

| KFM 경기방송 평일 프로그램 |                        |                           |
| 이전                       | 소영선의 유쾌한 시사   | 다음                      |
| KFM 6시 취재현장           | 소영선의 유쾌한 시사   | 김혜미의 내 마음의 수채화 |
| 저녁 6시 ~ 저녁 6시 30분   | 저녁 6시 30분 ~ 밤 8시 | 밤 8시 ~ 밤 10시          |
|                            |                        |                           |